# Кели Маккарти
Кели Маккарти (на английски: Kelli McCarty) е американски модел, актриса в игрални филми и порнографска актриса.

## Биография
Родена е на 6 септември 1969 г. в град Либерал.
Носителка е на титлата Мис САЩ за 1991 г.

## Награди и номинации
- 1991: Мис САЩ.
- 2010: Номинация за AVN награда за най-добра актриса – „Без вяра“.[4]
- 2010: Номинация за XBIZ награда за актьорско изпълнение на годината – „Без вяра“.[5]